# Redruth

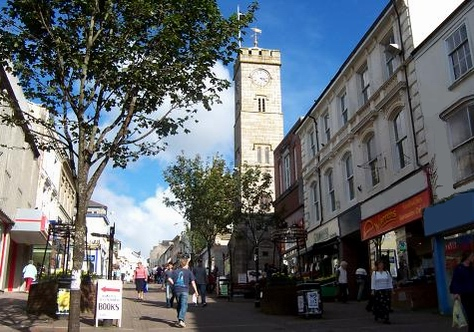
Fore Street (centrul oraşului)

Redruth (Limba cornică: Rysrudh) este un oraș în comitatul Cornwall, regiunea South West, Anglia. Orașul se află în districtul Kerrier.

## Personalități născute aici
- Luke Vibert (n. 1973), muzician.